# Zwarte vliegen
De zwarte vliegen (Bibionidae) zijn een familie uit de orde van de tweevleugeligen (Diptera), onderorde muggen (Nematocera). Wereldwijd omvat deze familie zo'n 12 geslachten en 1102 soorten.

## In Nederland voorkomende soorten
- Geslacht: Bibio
  - Bibio anglicus
  - Bibio clavipes
  - Bibio ferruginatus – Late zwartpootrouwvlieg
  - Bibio hortulana – Tiprouwvlieg
  - Bibio johannis – Vroege rouwvlieg
  - Bibio lanigerus – Kleine rouwvlieg
  - Bibio leucopterus – Gespoorde rouwvlieg
  - Bibio longipes
  - Bibio marci – Maartse vlieg
  - Bibio nigriventris – Kortsprietrouwvlieg
  - Bibio pomonae
  - Bibio reticulatus
  - Bibio varipes
  - Bibio venosus
- Geslacht: Dilophus
  - Dilophus febrilis – Koortsvlieg
  - Dilophus femoratus
  - Dilophus humeralis